# Glockenspiel (Spieluhr)

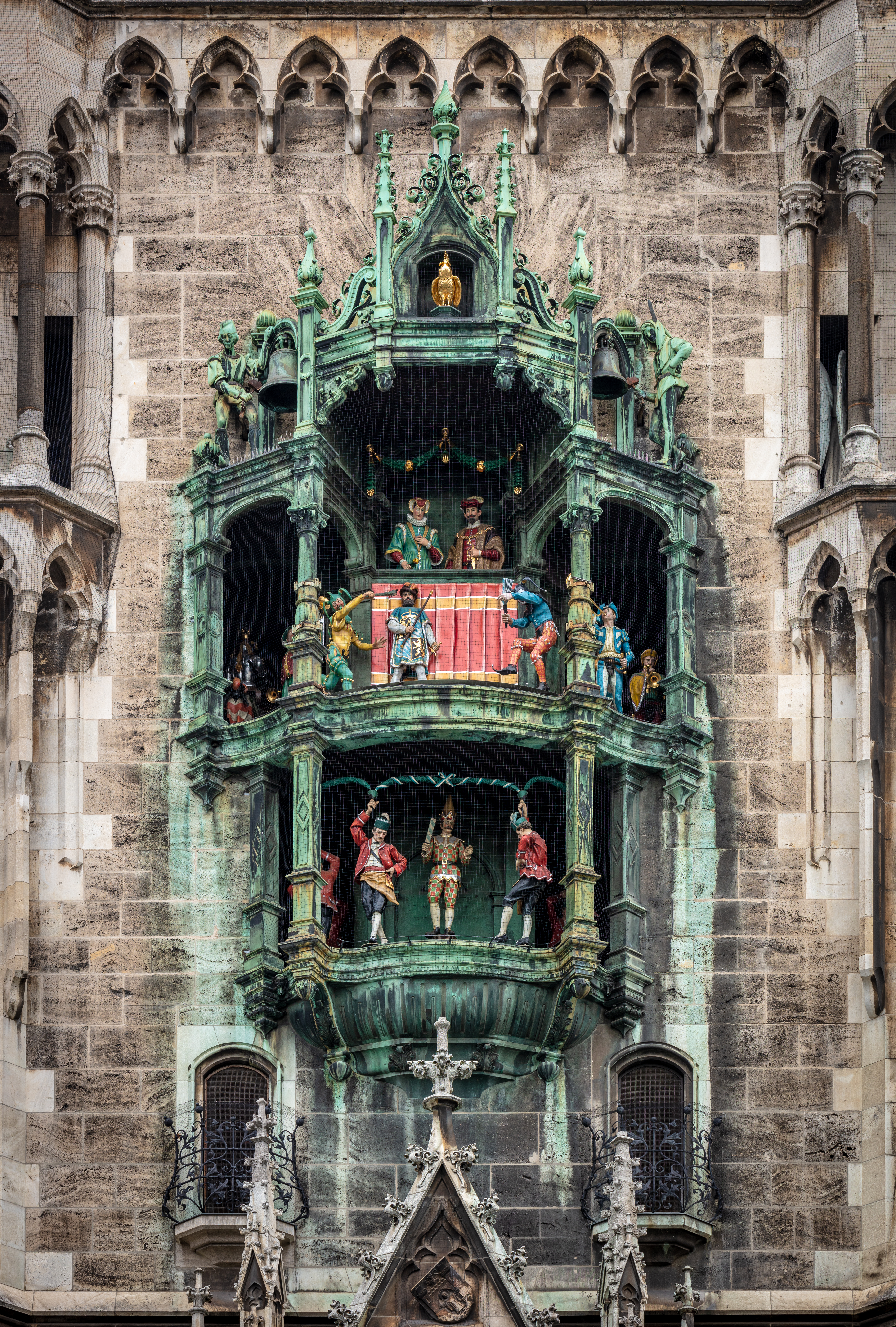
Glockenspiel am Münchner Neuen Rathaus

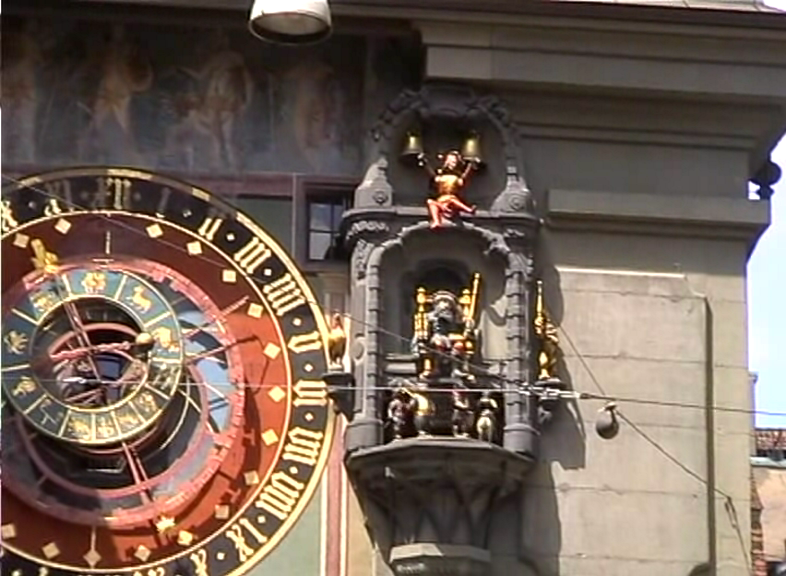
Glockenspiel am Zytglogge-Turm in Bern / Schweiz

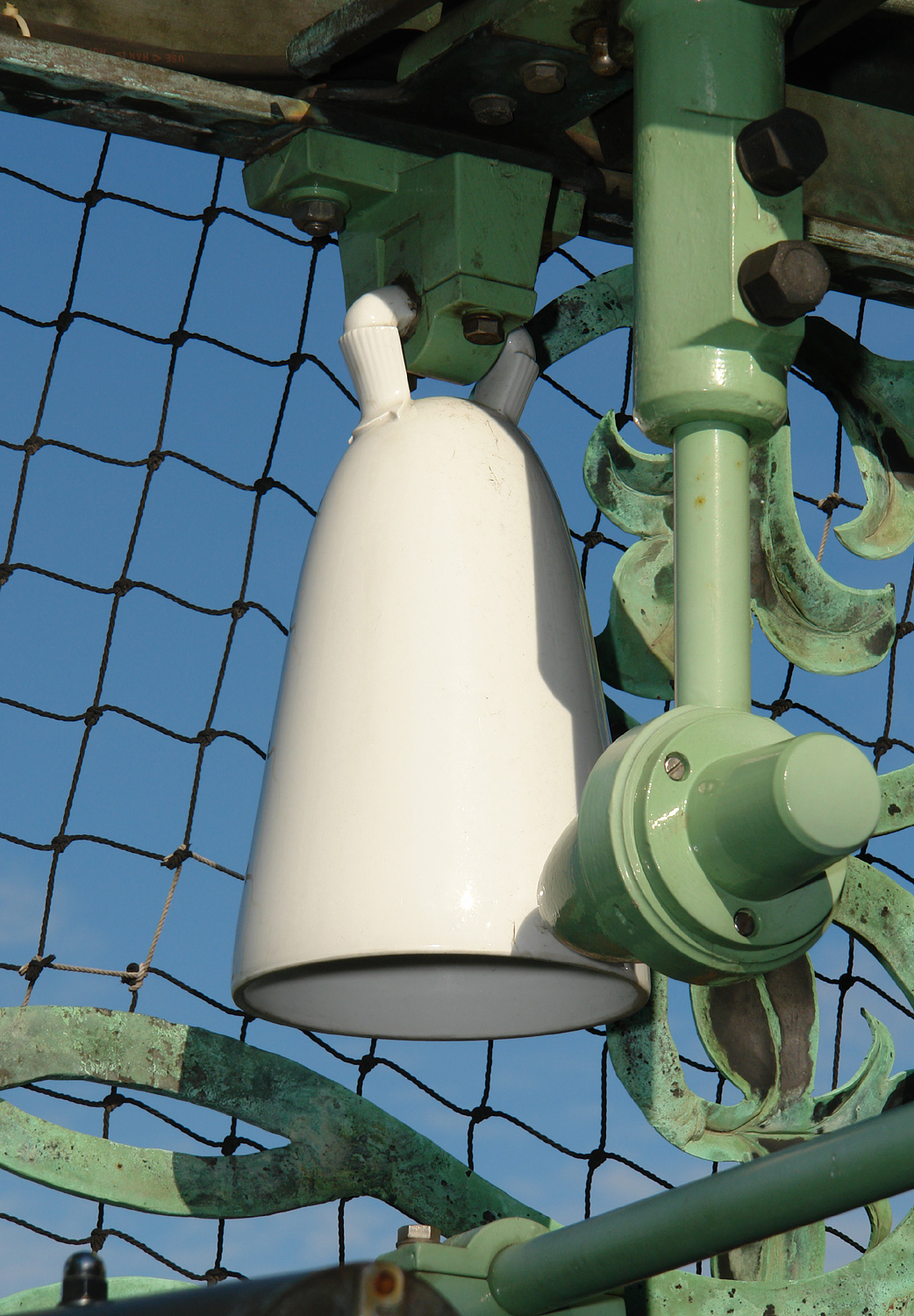
Eine Glocke am Haus des Glockenspiels in der Böttcherstraße in Bremen

Ein Glockenspiel ist eine an oder in historischen Gebäuden angebrachte mechanische Konstruktion, die zu festgesetzten Zeiten oder auf Anforderung Melodien durch Glocken erzeugt und häufig über eine mechanisch bewegte figürliche Darstellung verfügt. Dabei können die Glocken aus Metall, Porzellan, Keramik oder auch Glas sein.
Aus historisch technischen Gründen findet man Glockenspiele häufig an astronomischen Uhren oder in Verbindung zu Glockentürmen. Im Gegensatz zum Carillon dienen sie in der Regel nicht dem manuellen Spiel. Die Klangerzeugung mittels Glocken anstelle Zungen grenzen sie außerdem von der volkstümlichen Spieluhr, der Spieldose ab.

## Berühmte Glockenspiele
- Glockenspiel im Rathaus Fürth
- Glockenspiel Höxter
- Glockenspiel am Neuen Rathaus in München
- Glockenspiel (Essen)
- Glockenspiel Bottrop
- Glockenspiel (Celle)
- Haus des Glockenspiels

### Videobeiträge
- Szenen des Münchener Glockenspiels am Neuen Rathaus (5149 kB)
- Andere Ausschnitte des Glockenspiels (67,41 Mio.)
- Andere Ausschnitte des Glockenspiels (54,7 Mio.)
- Astronomische Uhr von 1472 mit orig. Glockenspiel von 1642 in St. Marien in Rostock (4643 kB)
- Glockenspiel der Astronomischen Uhr am Zytglogge-Turm in Bern/Schweiz (5136 kB)
- Glockenspiel in der Bremer Böttcherstraße
- Erlöserturm in Moskauer Kreml